# Bryum orbiculatifolium
Bryum orbiculatifolium là một loài Rêu trong họ Bryaceae. Loài này được Cardot & Broth. mô tả khoa học đầu tiên năm 1923.